# Запорізьке (Каховський район)
Запорі́зьке — село в Україні, у Костянтинівській сільській громаді Каховського району Херсонської області. Населення становить 256 осіб. Дві артезіанські свердловини. 24 лютого 2022 року село тимчасово окуповане російськими військами під час російсько-української війни.

## Населення
Згідно з переписом УРСР 1989 року чисельність наявного населення села становила 313 осіб, з яких 162 чоловіки та 151 жінка.
За переписом населення України 2001 року в селі мешкало 256 осіб.

### Мова
Розподіл населення за рідною мовою за даними перепису 2001 року:
| Мова       | Відсоток |
| ---------- | -------- |
| українська | 98,44 %  |
| російська  | 1,56 %   |